# Crn Kamen
Crn Kamen (makedonsky: Црн Камен) je vesnice v Severní Makedonii. Nachází se v opštině Vinica ve Východním regionu.

## Demografie
Podle sčítání lidu z roku 2002 žije ve vesnici 107 obyvatel, všichni se hlásí k makedonské národnosti.